# Gine
 For alternative betydninger, se Gine (flertydig). (Se også artikler, som begynder med Gine)
En gine er en tredimensionel model af en torso, der bruges til at tilpasse tøj, der er ved at blive designet eller syet.
Ved tøjfremstilling hænges tøjet på ginen, så det kan ses, hvordan det vil passe på brugerens krop, og så det kan tilpasses eller ændres. Giner fås i mange forskellige udformninger, alt efter hvilke klædestykker, der fremstilles, og alt efter brugerens mål. Giner i standardtøjstørrelser benyttes til at lave symønstre, mens giner, der kan tilpasses, eller er fremstillet efter mål, kan benyttes til at fremstille tøj, der passer til en bestemt person.